# Nam vương Thế giới 2016
Nam vương Thế giới 2016 là cuộc thi Nam vương Thế giới lần thứ 9 được tổ chức tại Floral Hall of the Southport Convention Centre ở Southport, Anh, vào ngày 19 tháng 7 năm 2016.
Nicklas Pedersen của Đan Mạch trao vương miện cho người kế nhiệm là Rohit Khandelwal của Ấn Độ.

## Kết quả

### Thứ hạng
| Thứ hạng                | Thí sinh |
| ----------------------- | --- |
| Nam vương Thế giới 2016 | - Ấn Độ – Rohit Khandelwal |
| Á vương 1               | - Puerto Rico – Fernando Alberto Alvarez |
| Á vương 2               | - México – Aldo Esparza Ramirez |
| Top 5                   | - Anh – Christopher Bramell - Kenya – Kevin Oduor Owiti |
| Top 10                  | - Brasil – Lucas Montadon - Trung Quốc – Chang Zhousheng - El Salvador – David Cristian Salinas - Ba Lan – Rafal Jonkisz - Scotland – Tristan Cameron Harper |

## Các thí sinh
46 thí sinh dự thi.
| Quốc gia/vùng lãnh thổ | Thí sinh                        | Tuổi | Chiều cao               | Quê quán       | T.k.   |
| ---------------------- | ------------------------------- | ---- | ----------------------- | -------------- | ------ |
| Anh                    | Christopher Joseph Bramell      | 23   | 1,85 m (6 ft 1 in)      | Liverpool      | [ 5 ]  |
| Argentina              | Robertino dalla Benetta Busso   | 27   | 1,94 m (6 ft 4+1⁄2 in)  | Rosario        | [ 6 ]  |
| Áo                     | Fabian Kitzweger                | 23   | 1,77 m (5 ft 9+1⁄2 in)  | Velm           | [ 7 ]  |
| Ấn Độ                  | Rohit Khandelwal                | 26   | 1,82 m (5 ft 11+1⁄2 in) | Hyderabad      | [ 8 ]  |
| Ba Lan                 | Rafał Jonkisz                   | 19   | 1,87 m (6 ft 1+1⁄2 in)  | Rzeszów        | [ 9 ]  |
| Bắc Ireland            | Paul Pritchard                  | 26   | 1,84 m (6 ft 1⁄2 in)    | Ballymena      | [ 10 ] |
| Bolivia                | Sebastián Molina Rivero         | 22   | 1,80 m (5 ft 11 in)     | Warnes         | [ 11 ] |
| Brasil                 | Lucas Montandon                 | 26   | 1,87 m (6 ft 1+1⁄2 in)  | Brasília       | [ 12 ] |
| Bulgaria               | Kaloyan Dimitrov Mihaylov       | 19   | 1,98 m (6 ft 6 in)      | Sofia          | [ 13 ] |
| Canada                 | Harjinder (Jinder) Atwal        | 28   | 1,85 m (6 ft 1 in)      | Terrace        | [ 14 ] |
| Costa Rica             | Daniel Antonio Alfaro Barrantes | 24   | 1,78 m (5 ft 10 in)     | Grecia         | [ 15 ] |
| Curaçao                | Danilo Christopher Juliet       | 20   | 1,89 m (6 ft 2+1⁄2 in)  | Willemstad     | [ 16 ] |
| Đan Mạch               | Rasmus Kamaei Pedersen          | 23   | 1,87 m (6 ft 1+1⁄2 in)  | Horsens        | [ 17 ] |
| Đức                    | Oleg Justus                     | 28   | 1,88 m (6 ft 2 in)      | Cologne        | [ 18 ] |
| El Salvador            | David Cristian Arias Salinas    | 28   | 1,83 m (6 ft 0 in)      | Ilobasco       | [ 19 ] |
| Ghana                  | Selorm Kwame Tay                | 25   | 1,72 m (5 ft 7+1⁄2 in)  | Accra          | [ 20 ] |
| Guadeloupe             | Ludovic Letin                   | 29   | 1,85 m (6 ft 1 in)      | Guadeloupe     | [ 21 ] |
| Hàn Quốc               | Seo Young-suk                   | 27   | 1,86 m (6 ft 1 in)      | Seoul          | [ 22 ] |
| Hoa Kỳ                 | Alexander Ouellet               | 22   | 1,73 m (5 ft 8 in)      | Boston         | [ 23 ] |
| Honduras               | Abelardo Enrique Bobadilla Rosa | 28   | 1,80 m (5 ft 11 in)     | Tegucigalpa    | [ 24 ] |
| Hy Lạp                 | Iraklis Kozas                   | 26   | 1,80 m (5 ft 11 in)     | Athens         | [ 25 ] |
| Ireland                | Darren King                     | 27   | 1,88 m (6 ft 2 in)      | Athlone        | [ 26 ] |
| Kenya                  | Kevin Oduor Owiti               | 20   | 1,78 m (5 ft 10 in)     | Nairobi        | [ 27 ] |
| Malaysia               | Mohammad Yusuf Bin Tony         | 25   | 1,80 m (5 ft 11 in)     | Labuan         | [ 28 ] |
| Malta                  | Timmy Puschkin Scerri           | 23   | 1,80 m (5 ft 11 in)     | Valletta       | [ 29 ] |
| México                 | Aldo Esparza Ramírez            | 26   | 1,85 m (6 ft 1 in)      | Jalisco        | [ 30 ] |
| Moldova                | Anatolie Jalbă                  | 24   | 1,82 m (5 ft 11+1⁄2 in) | Chișinău       | [ 31 ] |
| Nam Phi                | Armand du Plessis               | 27   | 1,82 m (5 ft 11+1⁄2 in) | Johannesburg   | [ 32 ] |
| Nepal                  | Ganesh Agrawal                  | 29   | 1,85 m (6 ft 1 in)      | Kathmandu      | [ 33 ] |
| Nhật Bản               | Yuki Sato                       | 23   | 1,80 m (5 ft 11 in)     | Tokyo          | [ 34 ] |
| Nicaragua              | Edson Janyny Bonilla Álvarez    | 25   | 1,75 m (5 ft 9 in)      | Managua        | [ 35 ] |
| Nigeria                | Michael Amilo                   | 27   | 1,85 m (6 ft 1 in)      | Enugu Ukwu     | [ 36 ] |
| Panama                 | Sergio Isaac Lopés Goti         | 29   | 1,85 m (6 ft 1 in)      | Panama City    | [ 37 ] |
| Perú                   | Alan Jhunior Massa Caycho       | 24   | 1,88 m (6 ft 2 in)      | Ica            | [ 38 ] |
| Pháp                   | Kévin-Martin Gadrat             | 26   | 1,80 m (5 ft 11 in)     | Lyon           | [ 39 ] |
| Philippines            | Sam Valdes Ajdani               | 25   | 1,88 m (6 ft 2 in)      | Iloilo City    | [ 40 ] |
| Puerto Rico            | Fernando Alberto Álvarez Soto   | 21   | 1,83 m (6 ft 0 in)      | Coamo          | [ 41 ] |
| România                | Ion Garaba                      | 23   | 1,82 m (5 ft 11+1⁄2 in) | Bucharest      | [ 42 ] |
| Scotland               | Tristan Cameron Harper          | 28   | 1,88 m (6 ft 2 in)      | Broughty Ferry | [ 43 ] |
| Sri Lanka              | Jake Elwood John Senaratne      | 22   | 1,85 m (6 ft 1 in)      | Colombo        | [ 44 ] |
| Tây Ban Nha            | Ángel Martínez Elul             | 21   | 1,87 m (6 ft 1+1⁄2 in)  | Cartagena      | [ 45 ] |
| Thụy Điển              | Robin Mikael Mähler             | 27   | 1,81 m (5 ft 11+1⁄2 in) | Sollefteå      | [ 46 ] |
| Thụy Sĩ                | Betim Morina                    | 18   | 1,83 m (6 ft 0 in)      | Lausanne       | [ 47 ] |
| Trung Quốc             | Chang Zhousheng                 | 23   | 1,88 m (6 ft 2 in)      | Hainan         | [ 48 ] |
| Wales                  | Joseph Anthony Street           | 28   | 1,91 m (6 ft 3 in)      | Swansea        | [ 49 ] |
| Ý                      | Federico Carta                  | 25   | 1,87 m (6 ft 1+1⁄2 in)  | Carbonia       | [ 50 ] |